# Język turecki
Język turecki (tur. Türkçeⓘ, IPA: [ˈtyɾct͡ʃɛ], Türk dili) – język należący do grupy oguzyjskiej języków tureckich, ojczysty dla ponad 83 mln ludzi na całym świecie, co czyni go najpowszechniejszym ze swojej rodziny językowej. Turecki używany jest przede wszystkim w Turcji i na Cyprze Północnym, mniejsze skupiska mówiących znajdują się w Iraku, Grecji, Bułgarii, Macedonii Północnej, Kosowie, Albanii i w innych częściach Europy Wschodniej. Turecki jest używany także przez wielu imigrantów w Europie Zachodniej, zwłaszcza w Niemczech. Turecki dzieli się na wiele dialektów; za podstawę języka literackiego i standard uważany jest turecki stambulski.
Korzeni języka należy doszukiwać się w Azji Środkowej, skąd wywodzą się pierwsze zapisy po turecku, datowane na prawie 1300 lat wstecz. Na zachód zasięg języka osmańskotureckiego (odmiany tureckiego używanej jako język administracji i literatury Imperium Osmańskiego) rozszerzył się w momencie ekspansji terytorialnej kraju. W 1928, w wyniku jednej z reform Atatürka w czasach wczesnej Republiki Tureckiej, pismo osmańskie zastąpiono alfabetem łacińskim w konwencji francuskiej. Obecnie standaryzację i dalsze reformy tureckiego prowadzi Instytut Języka Tureckiego.
Cechą wyróżniającą język turecki jest harmonia samogłoskowa i silna aglutynacyjność. Podstawowy szyk zdania to podmiot–dopełnienie–orzeczenie. Nie rozróżnia się klasy rzeczownikowej ani rodzaju gramatycznego. Istnieje silne rozgraniczenie w tytułowaniu osób („ty” – „wy”) oraz rozbudowany system wyrazów grzecznościowych. Turecki używa zaimków w drugiej osobie zależnie od stopnia zażyłości, grzeczności, dystansu społecznego albo wieku. Zaimek osobowy drugiej osoby liczby mnogiej i formy czasowników używane są także w odniesieniu do pojedynczej osoby celem okazania szacunku. Okazjonalnie można także zastosować w liczbie mnogiej zaimek drugiej osoby liczby mnogiej (sizler), aby okazać jeszcze większy dystans i szacunek.

## Klasyfikacja
Turecki jest członkiem oguzyjskiej rodziny językowej, podgrupy języków tureckich. Pod wieloma względami pokrywa się z innymi językami oguzyjskimi, takimi jak azerski, turkmeński, kaszkajski, gagauski oraz bałkano-gagauski. Rodzina języków tureckich zawiera około 30 języków używanych w Europie Wschodniej, Azji Środkowej i na Syberii. Według niektórych naukowców jest to podgrupa rodziny ałtajskiej, do której zalicza się między innymi także język mongolski oraz koreański. Około 40% użytkowników języka tureckiego to użytkownicy rodzimi, dla których jest on językiem ojczystym. Cechy charakterystyczne tureckiego, takie jak harmonia samogłoskowa, aglutynacyjność i brak rodzaju gramatycznego są cechami uniwersalnymi pośród języków tureckich i ałtajskich.

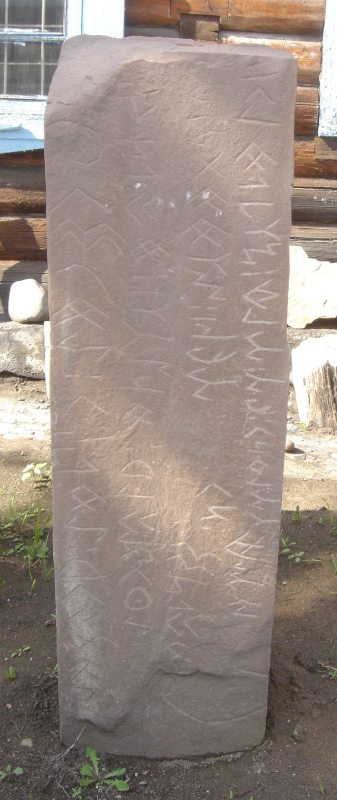
Staroturecka inskrypcja w piśmie orchońskim, datowana na VIII wiek, Kyzył, Rosja

## Historia
Język turecki rozwijał się na terenie Anatolii od XI wieku, to jest od opanowania tych terenów przez plemiona tureckie pod wodzą Seldżuków.
Etapy rozwoju języka tureckiego:
| Okres                         | Nazwa polska                                | Nazwa turecka                          |
| ----------------------------- | ------------------------------------------- | -------------------------------------- |
| koniec XI w. – XIV w.         | seldżucki (staroanatolijski, staroosmański) | Eski Anadolu Türkçesi = Eski Osmanlıca |
| koniec XIV w. – koniec XIX w. | osmański (osmańskoturecki)                  | Osmanlıca                              |
| od XX w.                      | współczesny turecki (turecki Turcji)        | Türkiye Türkçesi = Öz Türkçe           |

Od XIX wieku trwał proces dostosowywania języka pisanego do mówionego, oczyszczania go z zawiłych konstrukcji oraz słów pochodzących z arabskiego i perskiego. Poszukiwano przy tym słów rdzennie tureckich lub wykorzystywano zapożyczenia z języków zachodnioeuropejskich, między innymi z języka francuskiego. Proces ów, zwany „oczyszczaniem” (sadeleşme), przybrał na sile w latach 20. i 30. XX wieku, podczas rządów prezydenta Mustafy Kemala Atatürka.
Od 1928 język turecki zapisywany jest za pomocą alfabetu tureckiego, opartego na literach łacińskich. Alfabet turecki ma 29 liter.

## Zarys fonetyki
Współczesny język turecki posiada 29 głosek. Większość liter oznacza jedną, określoną głoskę, poza paroma wyjątkami. Większość z nich jest podobna do polskich.
| Głoska | Oznaczenie w alfabecie IPA | Polski odpowiednik / wymowa |
| ------ | -------------------------- | --- |
| a      | a                          | polskie a |
| b      | b                          | polskie b |
| c      | d͡ʒ                         | wymowa między dż a dź |
| ç      | t͡ʃ                         | wymowa między cz a ć |
| d      | d                          | polskie d |
| e      | e                          | polskie e |
| f      | f                          | polskie f |
| g      | g, ɟ                       | polskie g (w otoczeniu samogłosek a, ı, o, u wymawia się twardo; w otoczeniu samogłosek e, i, ö, ü wymawia się miękko)                                                        |
| ğ      | j, ː                       | (tzw. „miękkie g” – yumuşak ge) po samogłoskach: a, ı, o, u oznacza iloczas, tzn. wydłużenie poprzedniej głoski; e, i, ö, ü wymawiane jest jak polskie j[wymaga weryfikacji?] |
| h      | h                          | wymawiane jako krtaniowe h, jak w wyrazie hak |
| ı      | ɯ                          | wymawiane podobnie do rosyjskiego ы, tylko bardziej tylne |
| i      | i                          | polskie i |
| j      | ʒ                          | wymowa między ż a ź |
| k      | k, c                       | polskie k (w otoczeniu samogłosek a, ı, o, u wymawia się twardo; w otoczeniu samogłosek e, i, ö, ü wymawia się miękko)                                                        |
| l      | ɫ, l                       | polskie l (w otoczeniu samogłosek a, ı, o, u wymawia się twardo; w otoczeniu samogłosek e, i, ö, ü wymawia się miękko)                                                        |
| m      | m                          | polskie m |
| n      | n                          | polskie n |
| o      | o                          | polskie o |
| ö      | œ                          | wymawiane jak e przy wargach ułożonych jak przy wymowie polskiego o |
| p      | p                          | polskie p |
| r      | ɾ                          | podobne do polskiego r |
| s      | s                          | polskie s |
| ş      | ʃ                          | wymowa między sz a ś |
| t      | t                          | polskie t |
| u      | u                          | polskie u |
| ü      | y                          | wymawiane jako y przy wargach ułożonych jak przy wymowie u |
| v      | v                          | polskie w |
| y      | j                          | polskie j |
| z      | z                          | polskie z |

Cyrkumfleks nad samogłoskami a, u (â, û) oznacza długość tych samogłosek i jednocześnie zmiękczenie wymowy poprzedzającej spółgłoski, np. kâr [kʲaːr] 'zysk'; î zaś oznacza długą samogłoskę, np. resmî [rɛsˈmiː] 'oficjalny', dinî [diˈniː] 'religijny'. Samogłoska i nie zmiękcza poprzedzającej ją spółgłoski s (jak w pol. sinus).
Znak apostrofu ’ wskazuje granicę między nazwą własną a sufiksem, który jest do niej dołączony, np. İstanbul'da 'w Stambule', TRT'de 'w TRT (turecka telewizja)'.
W języku tureckim akcent pada z reguły na ostatnią sylabę.

## Gramatyka

### Liczebniki
| Lp    | Liczebnik główny | Liczebnik porządkowy |
| ----- | ---------------- | -------------------- |
| 0     | sıfır            | (brak)               |
| 1     | bir              | birinci              |
| 2     | iki              | ikinci               |
| 3     | üç               | üçüncü               |
| 4     | dört             | dördüncü             |
| 5     | beş              | beşinci              |
| 6     | altı             | altıncı              |
| 7     | yedi             | yedinci              |
| 8     | sekiz            | sekizinci            |
| 9     | dokuz            | dokuzuncu            |
| 10    | on               | onuncu               |
| 11    | on bir           | on birinci           |
| 20    | yirmi            | yirminci             |
| 30    | otuz             | otuzuncu             |
| 40    | kırk             | kırkıncı             |
| 50    | elli             | ellinci              |
| 60    | altmış           | altmışıncı           |
| 70    | yetmiş           | yetmişinci           |
| 80    | seksen           | sekseninci           |
| 90    | doksan           | doksanıncı           |
| 100   | yüz              | yüzüncü              |
| 200   | iki yüz          | iki yüzüncü          |
| 1000  | bin              | bininci              |
| 10000 | on bin           | on bininci           |

## Miesiące
| Polski      | Turecki |
| ----------- | ------- |
| styczeń     | Ocak    |
| luty        | Şubat   |
| marzec      | Mart    |
| kwiecień    | Nisan   |
| maj         | Mayıs   |
| czerwiec    | Haziran |
| lipiec      | Temmuz  |
| sierpień    | Ağustos |
| wrzesień    | Eylül   |
| październik | Ekim    |
| listopad    | Kasım   |
| grudzień    | Aralık  |

## Dni tygodnia
| Polski       | Turecki   |
| ------------ | --------- |
| poniedziałek | pazartesi |
| wtorek       | salı      |
| środa        | çarşamba  |
| czwartek     | perşembe  |
| piątek       | cuma      |
| sobota       | cumartesi |
| niedziela    | pazar     |

## Święta religijne i państwowe
| Polski                    | Turecki            |
| ------------------------- | ------------------ |
| Wszystkich Świętych       | Azizler Günü       |
| Święto Wniebowstąpienia   | Miraç Kandili      |
| Wigilia Bożego Narodzenia | Noel Arifesi       |
| Boże Narodzenie           | Noel Günü          |
| Wielkanoc                 | Paskalya           |
| Poniedziałek Wielkanocny  | Paskalya Pazartesi |
| Wielki Piątek             | Mübarek Cuma Günü  |
| wielki post               | Büyük Perhiz       |
| Niedziela Palmowa         | Palmiye Pazarı     |
| Nowy Rok                  | Yılbaşı            |
| Ramadan                   | Ramazan            |
| Święto Ofiary             | Kurban Bayramı     |
| Święta Noc                | Kandil Gecesi      |
| Święto Republiki          | Cumhuriyet Bayramı |
| Dzień zwycięstwa          | Zafer Bayramı      |